# Indvielsen af Storstrømsbroen paa Hans Majestæt Kongens Fødselsdag
Indvielsen af Storstrømsbroen paa Hans Majestæt Kongens Fødselsdag er en reportagefilm fra 1937.

## Handling
Storstrømsbroen, som forbinder Sjælland og Falster, indvies på Kong Christian X's fødselsdag, 26. september 1937. Klip til København, hvor kongefamilien forlader Rigsdagen og kører gennem den festpyntede hovedstad. Sidste klip viser kongen ridende på sin hest over Amalienborg Slotsplads.